# Лалла Сальма
Принцесса Лалла Сальма (урожд. Сальма Беннани; араб. سلمى بناني‎; род.10 мая 1978 года, Фес, Марокко) — бывшая супруга короля Марокко Мухаммеда VI.

## Биография
Дочь Аль-Хаджа Абделхамида Беннани, школьного учителя из Феса, и его жены, которая умерла, когда Сальме было три года; воспитывалась у бабушки. Есть сестра.
Образование Сальма получила в столице Марокко — Рабате. Там она сначала посещала лицей, а затем — университет ENSIAS, окончив который, получила диплом в области инженерии информационных систем. После этого будущая жена короля несколько месяцев проработала по специальности в компании ONA Group. Известно, что будущие супруги познакомились в 1999 году на закрытом мероприятии. О том, как складывались их отношения, ничего не известно, однако уже то, что Мухаммед VI не стал скрывать от подданных имя своей избранницы, — большое событие для Марокко. Дело в том, что до этого монархи предпочитали держать своих жен подальше от всеобщих любопытных глаз. Эти женщины не были публичными, не участвовали в общественной жизни страны, не носили королевский титул. Подданные даже не знали их в лицо, но Сальма стала участвовать в жизни страны.
21 марта 2002 года Мухаммед VI женился на своей возлюбленной. Религиозная церемония бракосочетания освещалась в СМИ, после чего Сальмой заинтересовалась и западная пресса. Она получила титул Её королевского Величества принцессы Лаллы Сальмы, став первой супругой короля Марокко, ради которой было сделано подобное исключение. Впрочем, не единственное — в отличие от своих предшественников (и отца в том числе), Мухаммед VI отказался от права взять в жёны ещё нескольких женщин.
Лалла Сальма стала его первой и единственной супругой, а также матерью его детей — Мулая Хасана и Лаллы Хадиджи.
Предполагается, что супруги развелись.

## Образование
Училась в частной школе в Рабате, затем, окончив лицей имени Хасана II, получила степень бакалавра математических наук. Два года девушка посещала подготовительные курсы в лицее имени Мулай Юсуфа, а в 2000 году окончила Высшую школу информатики и системного анализа, после чего стажировалась в крупнейшей частной корпорации Марокко Omnium North Africa (в котором королевская семья имеет 20-процентную долю акций). Через полгода Сальма получила должность инженера информационных систем.

## Семья
21 марта 2002 года вышла замуж за короля Мухаммеда VI и до конца 2017 года выполняла обязанности первой леди Марокко, оставаясь единственной женой короля. 8 мая 2003 года у пары родился наследный принц Мулай Хасан, в 2007 году — принцесса Лалла Хадиджа. С 2018 года в разводе.

## Награды
- Большой крест ордена Леопольда II (Бельгия, 5 октября 2004 года)[4]
- Большой крест ордена Изабеллы Католической (Испания, 17 января 2005 года)[4]
- Большой крест ордена Заслуг (Сенегал, 1 декабря 2008 года)

## Титул
- С 2002 года — Её Королевское Высочество Принцесса Лалла Сальма[4]